# Hipoglucèmia reactiva
La hipoglucèmia reactiva, hipoglucèmia postprandial o baixada de sucre és un terme que descriu episodis recurrents d'hipoglucèmia simptomàtica que es produeixen en les quatre hores després d'una ingesta alta de carbohidrats en persones amb o sense diabetis. El terme no és necessàriament un diagnòstic ja que requereix una avaluació per determinar la causa de la hipoglucèmia.
Aquest trastorn està relacionat amb els sistemes homeostàtics utilitzats pel cos per controlar el nivell de sucre en la sang. Es descriu com una sensació de cansament, letargia, irritació o ressaca, encara que els efectes es poden reduir si es realitza molta activitat física durant les primeres hores després del consum d'aliments.
El suposat mecanisme d'aquest trastorn es correlaciona amb un augment anormalment ràpid de la glucosa en sang després de menjar. Això normalment condueix a la secreció d'insulina (coneguda com a punt d'insulina), que al seu torn inicia una ràpida captació de glucosa pels teixits, emmagatzemant-la com a glicogen o greix, o utilitzar-la per a la producció d'energia. Una altra causa podria ser l'efecte de la histèresi de l'acció de la insulina, és a dir, l'efecte de la insulina encara seria important fins i tot si tant els nivells de glucosa plasmàtica com d'insulina ja fossin baixos, provocant un nivell de glucosa plasmàtica molt més baix que el nivell inicial.
Les hipoglucèmies reactives no s'han de confondre amb els efectes posteriors del consum de grans quantitats de "proteïna", que produeix una fatiga semblant, com a resultat del fet que el cos prioritza la digestió dels aliments ingerits.
La prevalença d'aquest trastorn és difícil de determinar segons si s'han utilitzat una sèrie de definicions més estrictes o més laxes. Es recomana reservar el terme hipoglucèmia reactiva per al patró d'hipoglucèmia després de menjar que compleix els criteris de Whipple (els símptomes corresponen a una glucosa mesurablement baixa i s'alleugen augmentant la glucosa), i que el terme síndrome postprandial idiopàtica s'utilitza per a patrons similars de símptomes on no es poden documentar nivells anormalment baixos de glucosa en el moment dels símptomes.
Per ajudar en el diagnòstic, un metge pot demanar una prova d'hemoglobina glicosilada, que mesura la mitjana de sucre en sang durant els dos o tres mesos abans de la prova. La prova de tolerància a la glucosa més específica de 6 hores es pot utilitzar per registrar els canvis en els nivells de sucre en sang del pacient abans de la ingestió d'una beguda especial de glucosa i a intervals regulars durant les sis hores següents per veure si hi ha un augment o descens inusual dels nivells de glucosa en sang.
Segons els National Institutes of Health (NIH), un nivell de glucosa en sang per sota de 70 mg/dL (3,9 mmol/L) en el moment dels símptomes seguit d'alleujament després de menjar confirma un diagnòstic d'hipoglucèmia reactiva.